# Angela Aramă
Angela Aramă (n. 9 ianuarie 1963, Cornești, Ungheni) este o jurnalistă, publicistă și om politic din Republica Moldova, care a deținut funcția de deputat în Parlamentul Republicii Moldova între anii 2005-2009.

## Biografie
Angela Aramă s-a născut la data de 9 ianuarie 1963, în Cornești, raionul Ungheni, RSS Moldovenească. Între a studiat 1979 și 1984 la Facultatea de Jurnalistică a Universității de Stat din Moldova, specializarea radio și televiziune.
Debutează în televiziune în 1983, când, în urma unui concurs, este angajată crainic la televiziunea națională. În 1992, se transferă la redacția Literatura și arta în calitate de redactor-prezentator. În anii '90 realizează ciclul de emisiuni Asterisc (premiat ca cea mai temerară realizare a anului 1997), TV Magazin, numeroase transmisiuni în direct, duplex-uri cu TVR, iar pentru emisiunea Lumea în chenarul geamului, inspirată de creația Luciei Zbârciog-Purice, a primit premiul Antena de aur în 1996. Acest premiu îl primește din 1995 în fiecare an consecutiv. Din 1996 prezintă emisiunea de divertisment pentru copii De la 5 la 10, apreciată ca cel mai bun ciclu pe anul 1997. În anul 2000 obține premiul „Cel mai popular jurnalist în audiovizualul din Republica Moldova”.
În anul 2002 participă în mod activ la grevele jurnaliștilor pentru crearea în Republica Moldova a Instituțiilor publice de Radio și Televiziune și împotriva cenzurii. În urma grevelor din anul 2004, i se desface contractul de muncă de la Teleradio Moldova.
La alegerile parlamentare din martie 2005, a fost aleasă ca deputat în Parlamentul Republicii Moldova pe listele Partidului Popular Creștin Democrat. În această calitate, este membru al Comisiei parlamentare pentru cultură, știință, educație, tineret, sport și mijloace de informare în masă și din 1 septembrie 2005, membru supleant al delegației Republicii Moldova la Adunarea Parlamentară a Consiliului Europei. Pledează în continuare pentru reforma în domeniul audiovizual, elaborând Codul Audiovizualului din Republuca Moldova, adoptat în 2006 de Parlament. În 2009 renunță de a se mai implica în politică.
Din 2009 este producător general la STS în Moldova. În noiembrie 2011 deschide Școala de televiziune pentru copii, adolescenți și tineri.
În 2015 a participat la fondarea Platformei Civice „Demnitate și Adevăr”.
Pe lângă limba română care-i este maternă, Angela Aramă mai vorbește foarte bine limba rusă și la nivel mediu limbile engleză și franceză. A fost căsătorită cu Constantin Leahu de care divorțat în 2008. Împreună au doi copii: Dan și Paula.
Are o intensă activitate publicistică. În 2005 apare volumul de versuri și grafică Și totuși am înnebunit (ed. ARC), în 2010 - cartea audio Cheralim și îngerul (ed. Cartier). În 2008 este protagonista expoziției de fotografie Click! pe clipă, iar în 2011 este protagonistă a expoziției personale de pictură Lună plină, găzduită de salonul MolDeco, Chișinău.
Pe 22 noiembrie 2012 lansează romanul Aici e dincolo. - la București în octombrie 2012 în cadrul platformei literare ”Pariu pe prietenie” și la Chișinău în noiembrie 2012. Obține Premiul pentru roman la Salonul Internațional de Carte, Chișinău, în 2013. Autoare a volumului de aventură fantasy Smaranda și cei șapte prieteni ai săi salvând lumea de Putinka, apărut la editura ARC, 2018 (nominalizat la Premiile Uniunii Scriitorilor din RM în 2019). Autoare a volumului, scris în genul jurnal, Doi ani de UkraMine, apărut la editura Epigraf, 2024. Nominalizat la Premiile Uniunii Scriitorilor din RM în 2025, Premiul pentru CURAJ oferit de Revista TIMPUL din România.
Publică articole analitice în presa scrisă și on-line, inclusiv pe blogul personal, iar din ianuarie 2013 este membră a Uniunii Scriitorilor din Moldova.